# Castelo de Będzin

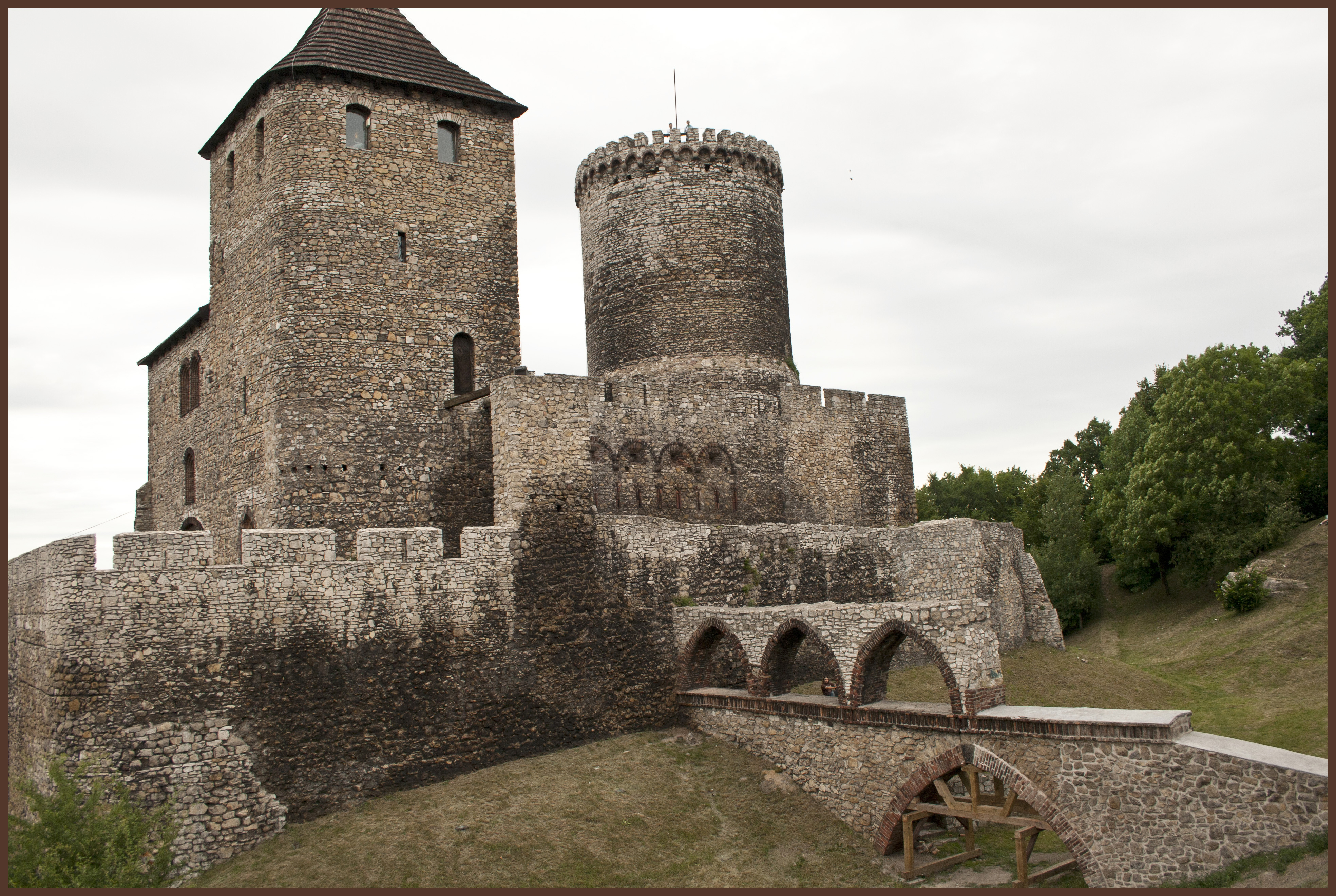

O Castelo Będzin é um castelo em Będzin (pronunciado: [ˈbɛnd͡ʑin] ) no sul da Polônia. O castelo de pedra data do século XIV e é antecedido por uma fortificação de madeira que foi erguida no século XI. Foi uma fortificação importante no Reino da Polônia e, mais tarde, na Comunidade Polonês-Lituana.

## História
A vila de Będzin se originou no século IX.  O forte de madeira local, que os registros mostram que existia desde o século XI,  foi destruído durante a invasão tártara em 1241 e subsequentemente reconstruído.
Durante o reinado de Casimiro III, o Grande, o castelo recebeu uma atualização da fortaleza de madeira para uma de pedra, e o forte de pedra estava operacional já em 1348.  A crescente vila comercial de Bytom recebeu os direitos da cidade de Magdeburg Law logo depois, em 1358.
O castelo era para ser um posto avançado militar na fronteira sudoeste do Reino da Polônia (mais tarde, a Comunidade Polonês-Lituana ). Era a fortificação mais a oeste, e pretendia impedir qualquer invasão que chegasse à Pequena Polônia de terras boêmias ou silesianas.  Em 1364, o castelo foi visitado por Carlos IV, Sacro Imperador Romano.  Em 1588, Maximiliano III, arquiduque da Áustria, foi mantido prisioneiro aqui, após sua derrota na Guerra da Sucessão Polonesa (1587-1588).
O castelo caiu em ruínas no final do século XVI. O incêndio de 1616 e os danos durante o dilúvio em 1657 resultaram em mais destruição.  A fortaleza era periodicamente reparada, mas devido a mudanças no layout das fronteiras e relações entre a Polônia e seus vizinhos, perdeu muito de sua importância. Após as partições da Polônia, Będzin caiu no controle da Prússia e o castelo tornou-se propriedade da família Hohenzollern . Em 1807, as terras vizinhas foram transferidas para o Ducado de Varsóvia e, em 1815, para o Congresso da Polônia.  Em 1825, o castelo estava praticamente desmoronando e, quando um pedaço de pedra esmagou um transeunte, foi ordenada a demolição do castelo, mas antes de começar, o castelo foi declarado monumento.  Na década de 1830, o castelo foi comprado pelo conde Edward Raczyński e parcialmente reconstruído, com uma igreja protestante temporariamente alojada no interior, mas após a morte de Raczyński, em 1845, os planos de abrir uma academia ou um hospital foram abandonados, e o castelo caiu novamente em desuso.
O castelo não foi reconstruído novamente até os tempos da República Popular da Polônia, quando em 1952-1956, um museu foi aberto lá.

## Museu
O castelo se tornou o local de um museu, o Museu Zagłębie, em 1956.  O museu tem várias coleções: uma de armamento, da época medieval à Segunda Guerra Mundial; segundo dedicado à história do castelo Będzin; terceiro aos castelos dos outros castelos próximos fundados por Casimir, o Grande ( Trilha dos Ninhos da Águia ou Szlak Orlich Gniazd ) e o último, à história militar da região de Będzin.

## Arquitetura
O castelo possui duas torres, uma cilíndrica e uma quadrada. Edifícios menores foram anexados às torres. Havia três camadas de muralhas, e o castelo estava conectado às muralhas da cidade, partes das quais sobreviveram até hoje. 